# Монтезумино благо
Монтезумино благо (енгл. Montezuma's treasure) је легендарно закопано благо астечког краља Монтезуме II. Наводно је закопано у близини града Каса Гранд у Аризони. Ова прича је такође и легенда.

## Прича
Једна прича говори како је 1520. краљ Монтезума затворен од стране шпанских конкистадора. Они су хтели да украду његово благо. Но нису га успели пронаћи.

## Нестало благо
Много научника и људи мисле да је благо закопано у једној пећини која се налази испод воде у језеру. Мисли се да је краљ Монтезума знао да ће га шпанци убити и хтео је да сакрије своје благо. Хтео га је сакрити негде где нико неће помислити да је тамо сакривено. Многи се и данас питају како је онда успео да сакрије благо на дно пећине под водом. Могуће је да је исушио део језера тако што је тај део оградио, како би тамо закопати благо и онда опет пустили воду.

## Уклето благо
Пећина није у потпуности под водом. Послани су и рониоци да истраже дали је благо под водом. Будући да је вода мутна, скоро ништа нису могли видети. Једном када су заронили у једном делу пећине су наводно видели лик који је личио на човека са копљем који стоји под водом. Након тога су почели да буше земљу са бушилицама. Једном док су вадили бушилицу из земље из рупе је изашло злато. Следећег дана је неколико људи који су тамо радили умрло. Сваки пут када се проба пронаћи благо, неко од радника умре. Због тога ово благо сматрају уклетим. Благо никад није пронађено.